# Гейдар Алиев в филателии

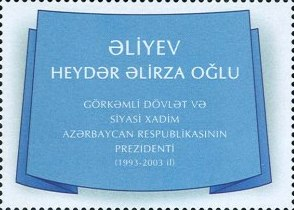
Купон из марочного листа совместного выпуска Азербайджана и России, 2013 г.

Гейдар Алиев в филателии — совокупность знаков почтовой оплаты и иных филателистических материалов о советском и азербайджанском государственном, партийном и политическом деятеле, третьем президенте Азербайджана (1993—2003), дважды Герое Социалистического Труда (1979, 1983) Гейдаре Алиеве или связанных с ним.

## Выпуски Азербайджана
На выпущенной 15 июля 2011 года почтовой марке  (Yt #728) изображён дворец Гейдара Алиева в Нахичевани.
В рамках «Года Гейдара Алиева» 12 декабря 2023 года в Азербайджане был эмитирован почтовый блок, посвящённый 100-летию со дня рождения Гейдара Алиева, также были подготовлены 200 конвертов первого дня. Также вышли в обращение стандартные почтовые марки Азербайджана с логотипом «100 лет Гейдара Алиева» 6 номиналов и маркированные конверты.

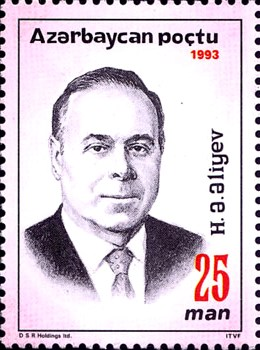
почтовая марка 1993 г. 1993
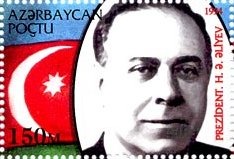
почтовая марка 1994 г.
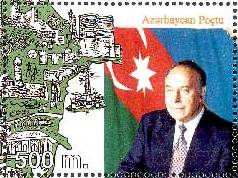
почтовая марка 1998
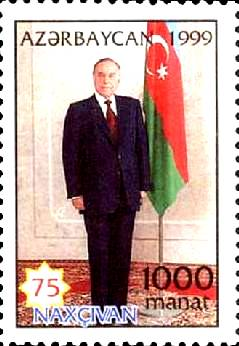
почтовая марка 1999
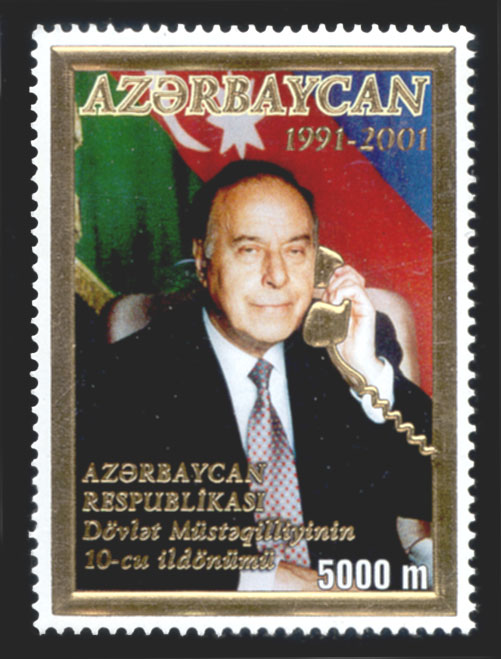
почтовая марка 2001
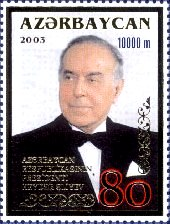
почтовая марка 2003
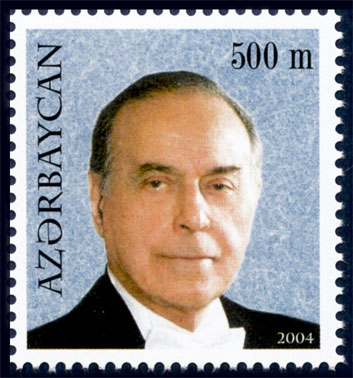
почтовая марка 2004
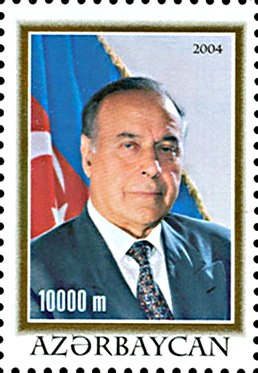
почтовая марка 2004
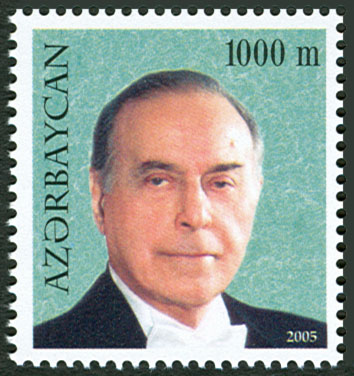
почтовая марка 2005
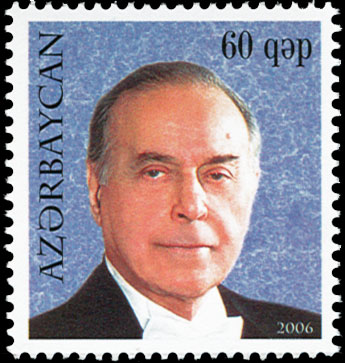
почтовая марка 2006
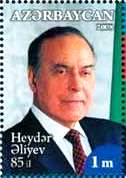
почтовая марка 2008
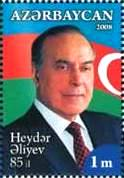
почтовая марка 2008
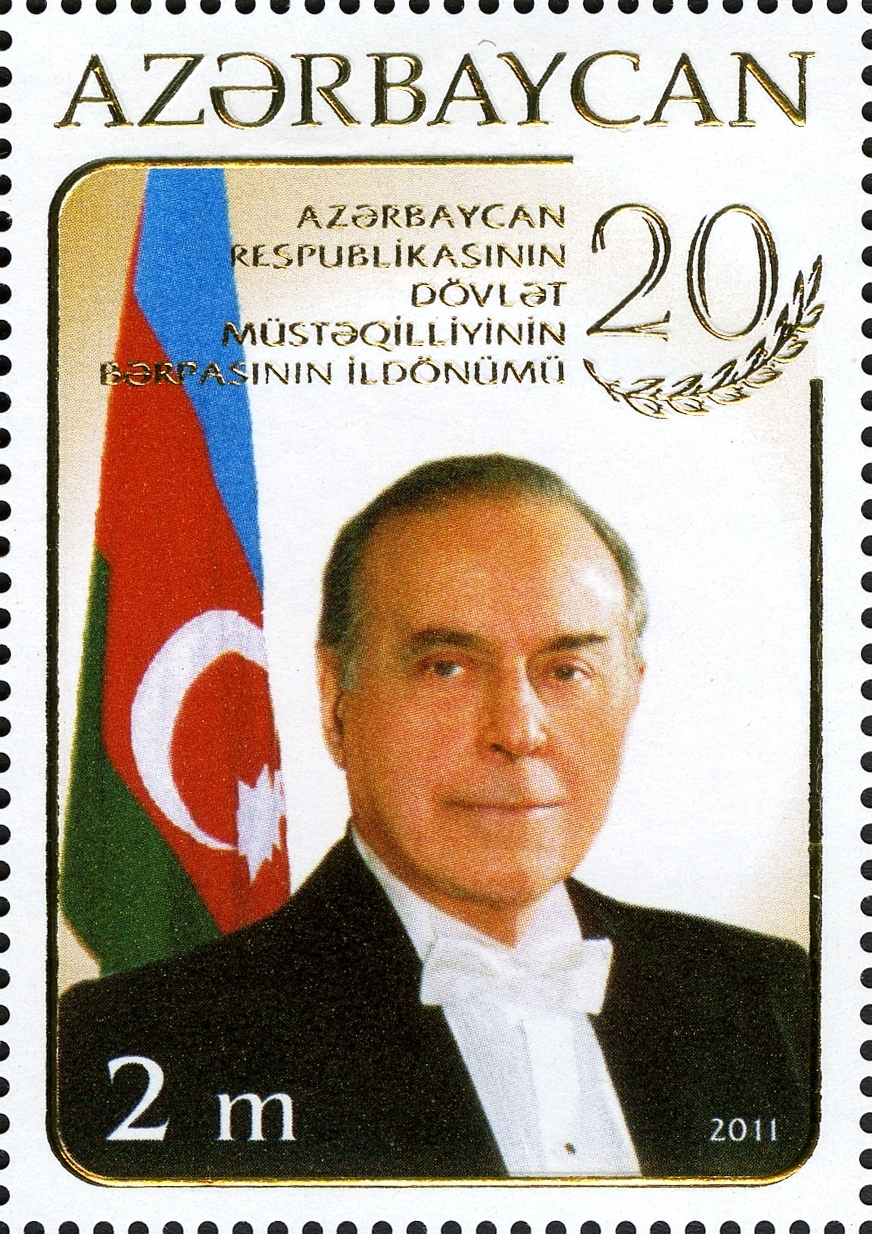
почтовая марка 2011

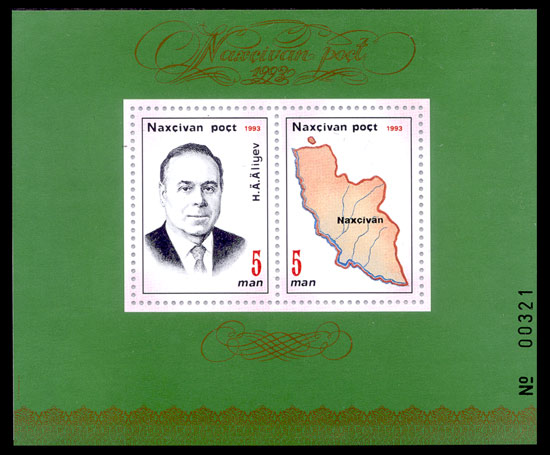
почтовая марка 1993 г.
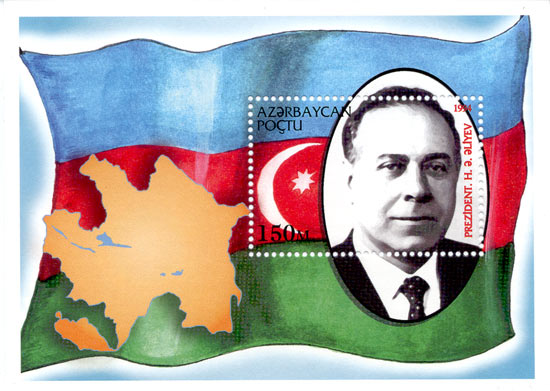
почтовая марка 1994
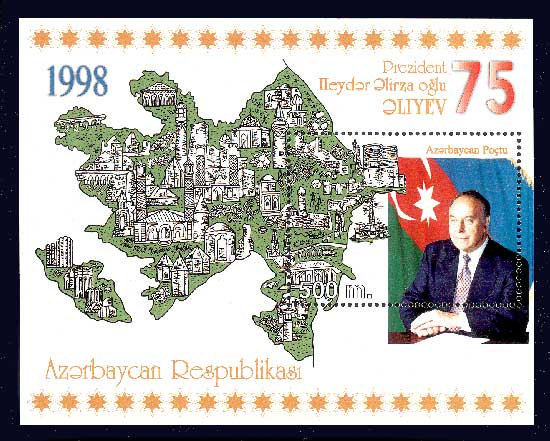
почтовая марка 1998
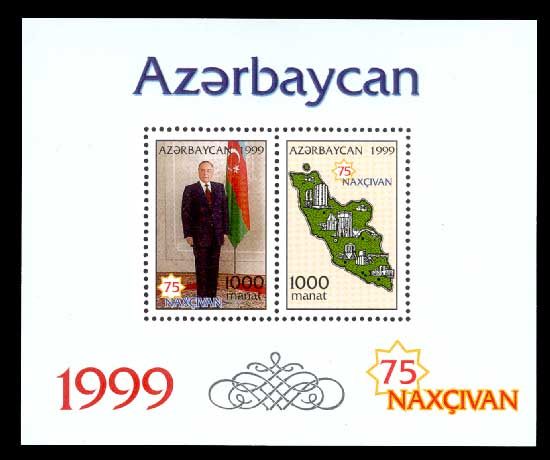
почтовая марка 1999
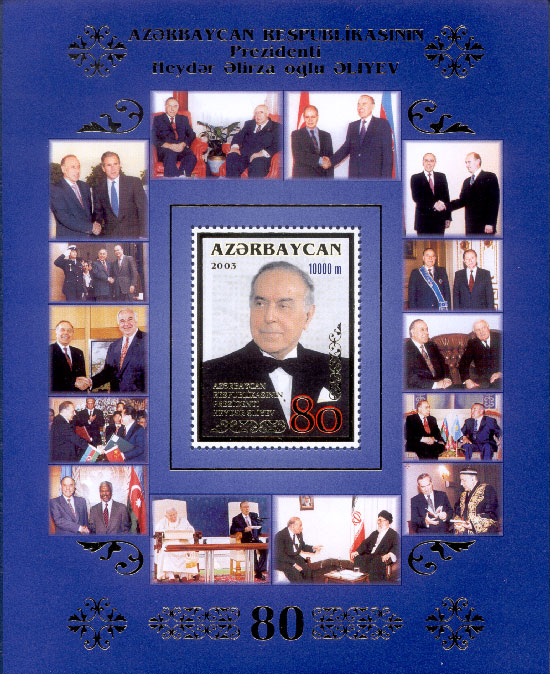
почтовая марка2003
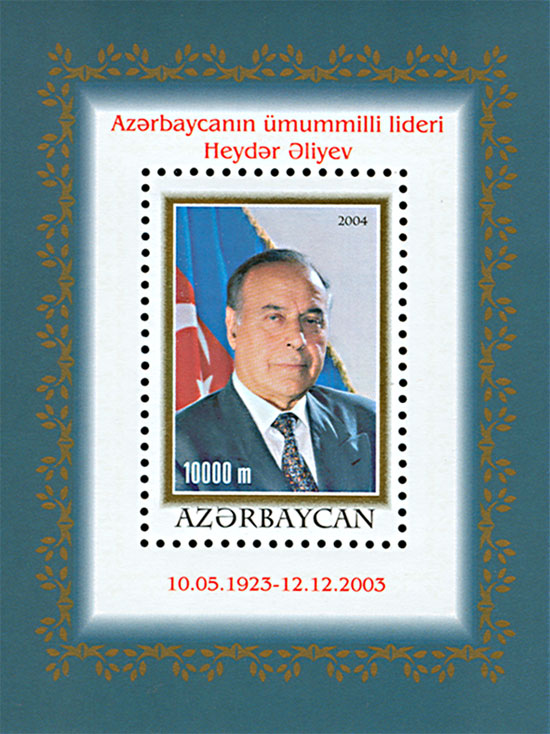
почтовая марка 2004
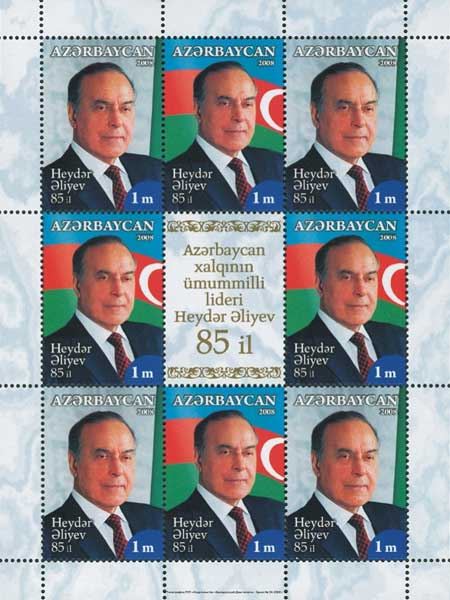
почтовая марка 2008
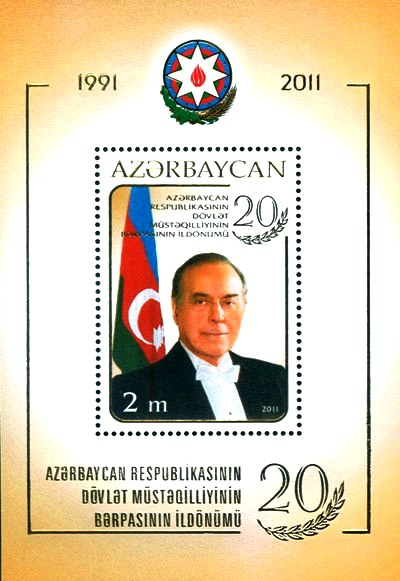
почтовая марка 2011

### Выпуски, посвящённые встречам с лидерами иностранных государств

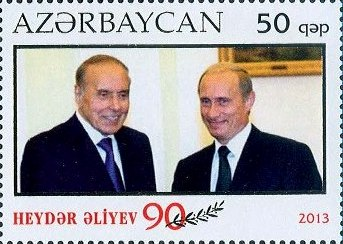
Почтовая марка 2013 г. Гейдар Алиев и Владимир Путин
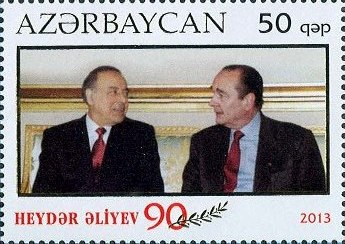
Почтовая марка 2013 г. Гейдар Алиев и Жак Ширак
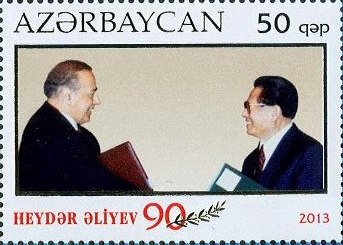
Почтовая марка 2013 г. Гейдар Алиев и Цзян Цзэминь

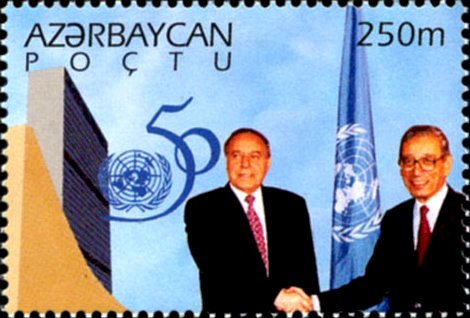
Почтовая марка 1995 г. Гейдар Алиев и Бутрос Бутрос-Гали
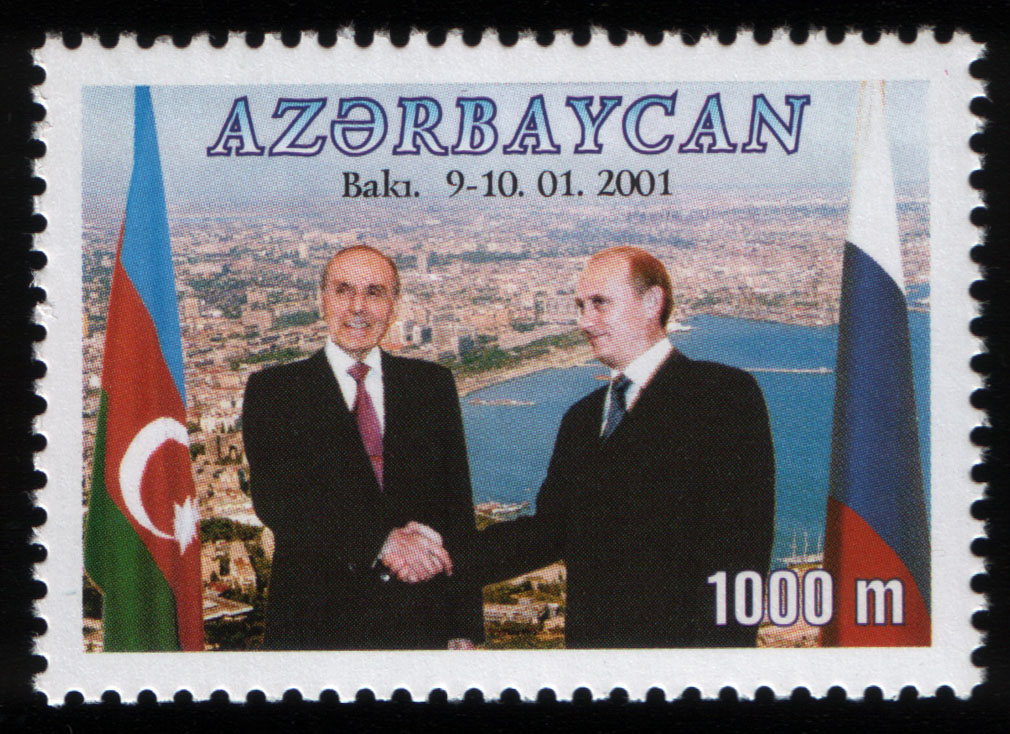
Почтовая марка 2001 г. Гейдар Алиев и Владимир Путин
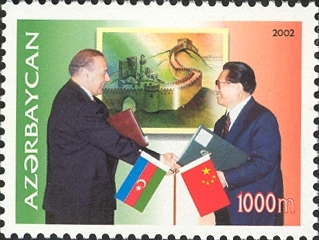
Почтовая марка 2003 г. Гейдар Алиев и Цзян Цзэминь
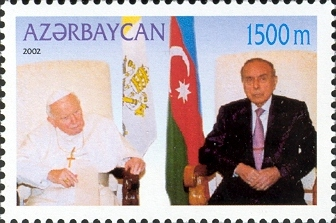
Почтовая марка 2003 г. Иоанн Павел II и Гейдар Алиев

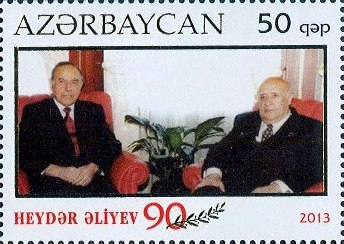
Почтовая марка 2013 г. Гейдар Алиев и Сулейман Демирель
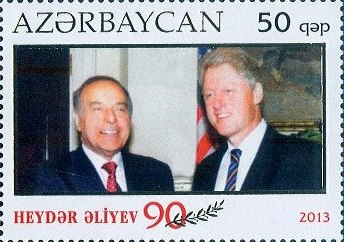
Почтовая марка 2013 г. Гейдар Алиев и Билл Клинтон
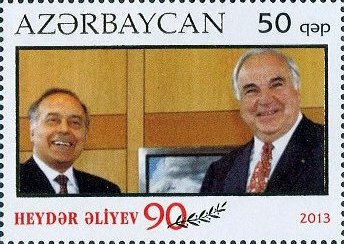
Почтовая марка 2013 г. Гейдар Алиев и Гельмут Коль

- Почтовая марка 2013 г.
Гейдар Алиев и Владимир Путин
- Почтовая марка 2013 г.
Гейдар Алиев и Жак Ширак
- Почтовая марка 2013 г.
Гейдар Алиев и Цзян Цзэминь

### Орден «Гейдар Алиев» на почтовой марке

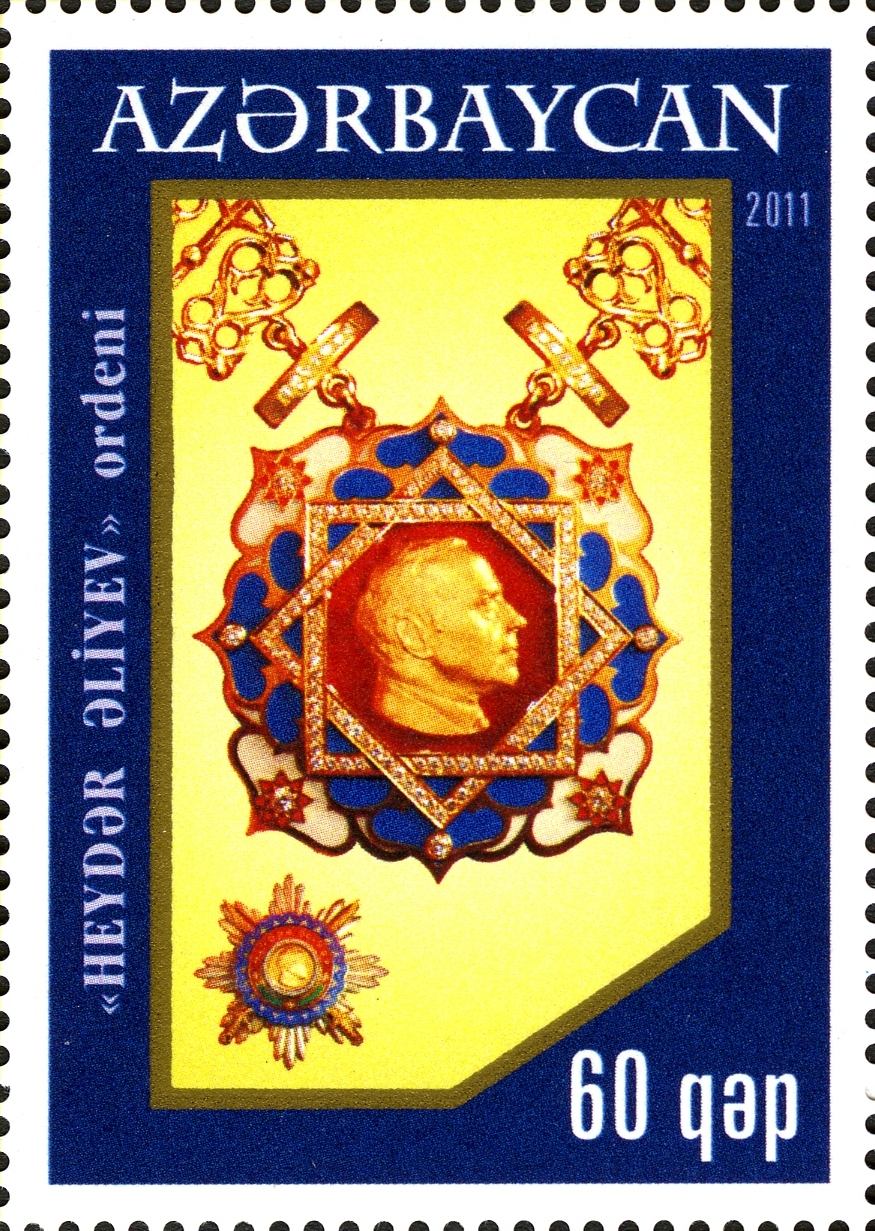
Почтовая марка с изображением ордена «Гейдар Алиев», 2011 г.

5 сентября 2011 года в Баку компанией «Азермарка» Министерства связи и информационных технологий Азербайджанской Республики были представлены новые почтовые марки, посвящённые азербайджанским орденам. Одна из этих марок, номиналом 60 копеек и тиражом 5000 экземпляров, посвящена ордену «Гейдар Алиев».

## Зарубежные выпуски

### Болгария
В 2016 году в рамках совместного выпуска Болгарии и Азербайджана болгарской почтой был издан почтовый блок, посвящённый проекту Фонда Гейдара Алиева по консервации и реставрации архитектурно-исторического резервата «Трапезица» в городе Велико-Тырново.

### Грузия
По случаю 100-летия со дня рождения Гейдара Алиева Почта Грузии выпустила памятную почтовую марку в конце 2023 года.. Продажа почтовых марок велась онлайн на сайте Почты Грузии и в 81 почтовом отделении по всей стране.

### Россия
6 мая 2013 года в России в рамках совместного выпуска России и Азербайджана в серии «Кавалеры ордена Святого апостола Андрея Первозванного» была эмитирована почтовая марка «Г. А. Алиев (1923—2003)» с изображением портрета Г. А. Алиева и знака ордена Святого апостола Андрея Первозванного в форме марочного листа с оформленными полями (3х4) из 11 марок и купона.
27 апреля 2023 года в Москве прошла официальная церемония гашения почтовой марки, выпущенной в обращение Россией по случаю 100-летнего юбилея Гейдара Алиева. Помимо марки с изображением портрета Г. А. Алиева на фоне государственного флага Азербайджана, выпущенной в форме марочного листа с оформленными полями из 15 (5×3) марок, были изданы конверты первого дня и изготовлены штемпеля специального гашения для Москвы.

### Турция
10 мая 2023 года почта Турции эмитировала почтовую марку, специальный почтовый штемпель и конверт первого дня, посвящённые 100-летнему юбилею Гейдара Алиева.

### Узбекистан
ООО «Государственная почта» Республики Узбекистан также в 2023 году выпустило почтовую марку «100 лет Общенациональному Лидеру Азербайджанского народа Гейдару Алиеву»

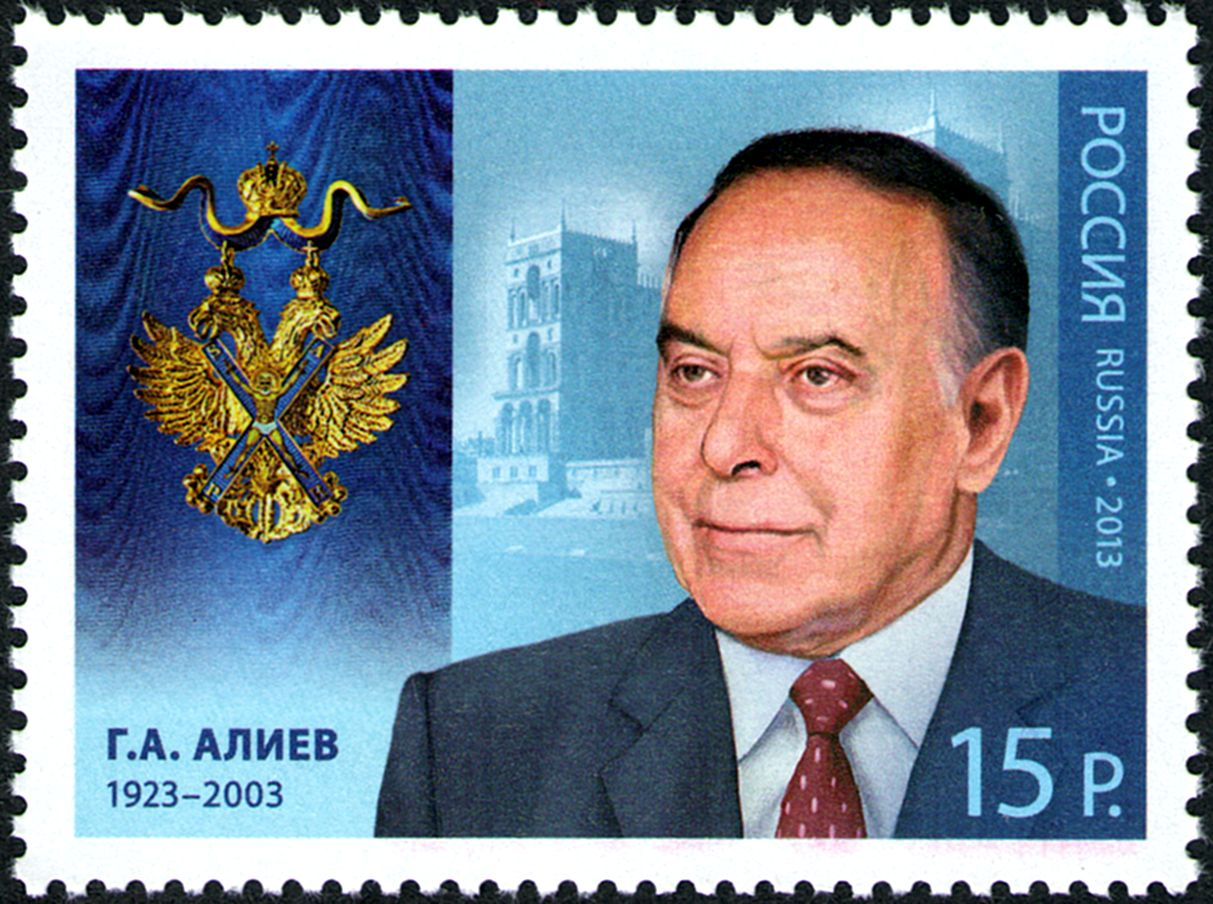
Почтовая марка России из совместного выпуска 2013 г.